# Joséphine Bouanga
Joséphine Bouanga est une femme politique de la république du Congo.
Elle a été élue présidente de l'Union révolutionnaire des femmes du Congo (URFC), en remplacement de Céline Yandza lors du deuxième congrès extraordinaire, tenu le 15 novembre 1969 à Brazzaville,,.
Elle a été remplacée par Joséphine Mountou Bayonne qui occupera cette fonction entre 1974 et 1979.